# Helmi Biese

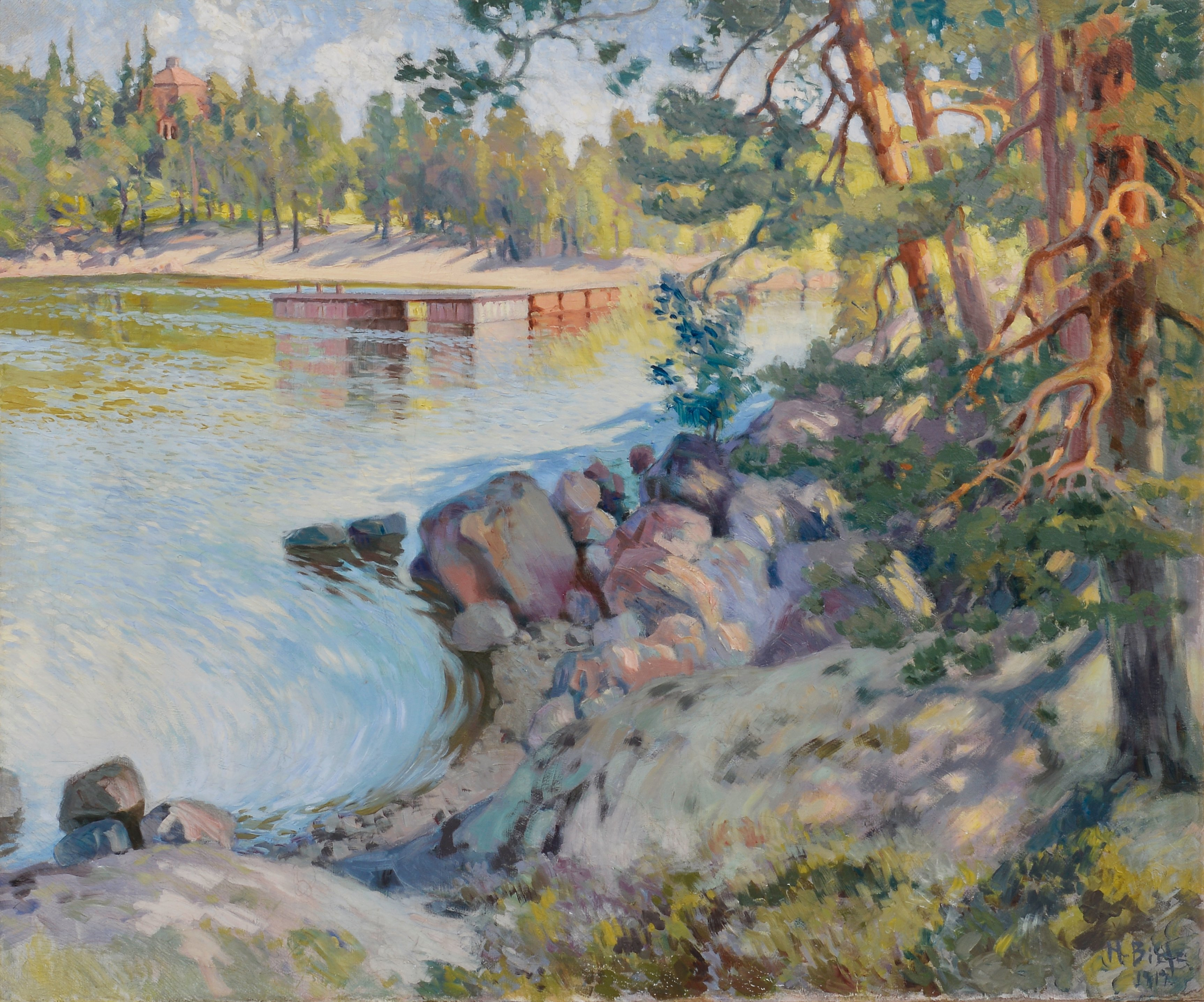
Strandlandskap, 1919.

Helmi Katharina Biese, född Ahlman 9 augusti 1867 i Helsingfors, död 18 oktober 1933, var en finländsk landskapsmålare.

## Familj
Helmi Biese var dotter till senatstranslatorn, fil. mag. Frans Ferdinand Ahlman och Katarina Grigorjeff. År 1896 gifte hon sig med prokuristen Ernst Jalmari Biese, död 1925. Deras son var språkvetaren Yrjö Moses Biese.

## Verksamhet
Helmi Biese utbildade sig vid Finska Konstföreningens ritskola 1884–1889. Hennes genombrottsverk blev Vinterutsikt från Pyynikki ås, med vilket hon ställde upp i statens landskapsmåleritävling 1901. Hon deltog även i den första utställningen av kvinnliga konstnärer som arrangerades på Ateneum 1905. Åren 1892–1926 undervisade hon i teckning vid skolor i Borgå, Uleåborg och Helsingfors. Hon företog en studieresa till Sverige och Danmark 1914.
Helmi Biese är representerad på Finlands nationalgalleri Ateneum i Helsingfors.